# Gorleben
Gorleben település Németországban, azon belül Alsó-Szászország tartományban. Lakosainak száma 630 fő (2023. december 31.). Gorleben Höhbeck, Gartow és Trebel községekkel határos.

## Népesség
A település népességének változása:
| Lakosok száma | 610  | 600  | 597  | 599  | 607  | 630  |
|               | 2016 | 2017 | 2019 | 2021 | 2022 | 2023 |